# Yeosu
Yeosu (kor. 여수시, Yeosu-si) – miasto w Korei Południowej, położone w prowincji Jeolla Południowa. Składa się ze starego Yeosu City, założonego w 1949, oraz nowego Yeocheon, założonego w 1986. Współrzędne geograficzne: 34°44′N, 127°44′E. Powierzchnia zajmowana przez miasto wynosi 498 km². Ludność: 320 000 mieszkańców (stan z 2002).
Miasto Yeosu zajmuje półwysep Yeosu oraz obejmuje 317 wysp (49 zamieszkanych i 268 niezamieszkanych). 1 kwietnia 1998 miasta Yeosu i Yeocheon połączyły się, tworząc jeden organizm miejski – Yeosu. 14 października 2007 podjęto decyzję w referendum, by połączyć w jeden system metropolitalny sąsiadujące miasta Yŏsu – Suncheon i Gwangyang.

## Historia
W czasie japońskiej inwazji na półwysep w latach 1592–1598 rejon miasta był siedzibą dowódcy floty koreańskiej, admirała Yi Sun-sina.

## EXPO 2012
26 listopada 2007 roku miasto zostało wybrane jako organizator wystawy światowej Expo w 2012 roku. Wystawa odbywała się w okresie od 12 maja do 12 października 2012 roku.

## Inne
W mieście znajdują się hale sportowe Jeonam Yeosu Arena i Jinnam Arena.

## Miasta partnerskie
- Filipiny: Cebu City
- Chińska Republika Ludowa: Hangzhou, Weihai
- Japonia: Karatsu
- Stany Zjednoczone: Newport Beach, Sikeston
- Rosja: Wanino